# Curdlane
« E424 » redirige ici. Pour les autres significations, voir E424 (homonymie).
Le curdlane (ou β-1,3-glucane) est un polysaccharide (polymère constitué d'oses) formé de 400 à 500 résidus de D-glucose unis par des liaisons osidiques β(1→3). Il s'agit d'un polymère linéaire, non ramifié.
Ce polysaccharide est produit par des bactéries du genre Alcaligenes comme Alcaligenes faecalis var.myxogenes (aujourd'hui identifiée comme Agrobacterium biovar 1) ; il a été découvert en 1966 par T. Harada qui lui a donné le nom de curdlane à cause de sa capacité à se gélifier (curdle en anglais).
Le curdlane est insoluble dans l’eau, l’alcool et la majorité des solvants organiques. Cependant, il se dissout dans les solutions d'alcalis tels que l’hydroxyde de sodium. Il est utilisé en tant qu'additif alimentaire (épaississant et stabilisant) (E424). 
Son numéro CAS est le 54724-00-4 et sa formule brute (C6H10O5)n.